# Rebeliões na Primeira República do Brasil
A República Velha (1889-1930) foi um período de grande instabilidade política. A difícil situação econômica dos pobres e a insatisfação com o domínio das oligarquias geraram vários movimentos populares.

## A República da Espada
Como a Constituição determinava, o Congresso Constituinte escolheria o primeiro presidente e o vice. Foram escolhidos Marechal Deodoro da Fonseca para presidente e Marechal Floriano Peixoto como vice. Como os dois eram  militares de alta patente, o governo ficou conhecido como a República da Espada. O presidente Deodoro ficou no governo por apenas oito meses, durante os quais exerceu um mandato autoritário.
As oposições não tardaram a aparecer. O Partido Republicano Paulista, formado por grande número de fazendeiros, queria que os governos estaduais tivessem cada vez mais autonomia econômica; pudessem, por exemplo, pedir empréstimos no exterior. Com o poder presidencial centralizado isso era muito difícil. As lutas dos grupos políticos estaduais e federais também contribuíram para o aumento dos problemas.
Em 3 de novembro de 1891 Deodoro dissolve o Congresso e decreta estado de sítio, causando a Primeira Revolta da Armada, pois o fechamento do Congresso não era previsto na Constituição. O contra-almirante Custódio José de Mello toma três dos maiores navios brasileiros e ameaça bombardear o Rio de Janeiro. Em 23 de novembro de 1891 Deodoro renuncia ao governo, evitando, assim uma luta armada. Em seu lugar assume o vice-presidente Floriano Peixoto.
Como Floriano Peixoto não obedeceu à Constituição, que determinava novas eleições caso a Presidência ou como a Vice-Presidência vagassem antes de dois anos de governo, surgiram vários protestos e revoltas: a Segunda Revolta da Armada, revolta em Laje e Santa Cruz no Rio Grande do Sul e a Revolução Federalista, em 1893.
A Revolução Federalista ocorrida no Rio Grande do Sul estende-se até 1895, causando cerca de 10.000 mortes. Dois grupos políticos: Martins, federalistas que queriam que a Constituição estadual fosse modificada e também a adoção do parlamentarismo; e os pica-paus ou chimangos, chefiados por Júlio de Castilhos, que apoiavam Floriano Peixoto. A Revolução atingiu Santa Catarina e o Paraná e só não chegou a São Paulo graças à ação de Bernardino de Campos, o presidente do Estado. A Revolução Federalista transformou-se, após grandes violências, na pior revolta da República Velha.

## A Guerra de Canudos
Nos sertões da Bahia, milhares de sertanejos, fugindo da miséria trazida pelas secas e sujeição aos coronéis, juntaram-se ao redor do pregador viajante Antônio Vicente Mendes Maciel, mais conhecido como Antônio Conselheiro.
Em 1893, Antônio Conselheiro se estabeleceu no Arraial de Canudos. Estima-se que entre 1893 e 1897 o vilarejo cresceu até contar com 25.000 habitantes, vivendo às margens do rio Vaza-Barris. Em Canudos vigorava um sistema de solidariedade onde, apesar de haver diferenças sociais, ninguém precisava passar fome porque a maior parte da produção era dividida.  Antônio Conselheiro era contrário ao casamento civil, que o regime republicano instituíra. Na visão do governo, Canudos ameaçava o regime republicano, e por isso havia a necessidade de acabar com o movimento popular. Apesar de não haver nenhum motivo direto, o governo estadual envia a primeira de quatro expedições a Canudos, com o intuito de destrui-la.
Após a derrota destas tropas pelos conselheiristas, o governo federal resolve mandar tropas para conter os revoltosos. Também estas foram derrotadas, pois os conselheiristas conheciam muito bem a região, o que facilitava suas ações. Porém, o governo federal, disposto a terminar com a revolta, forma um exército para o ataque a Canudos, que, após quase um ano de guerra, acabou sendo arrasado, resultando na destruição total do vilarejo.
Antônio Conselheiro, que havia falecido duas semanas antes do final do conflito, foi desenterrado e teve sua cabeça cortada e levada para ser examinada em laboratório. Acreditava-se que "a sua demência e loucura" pudessem ser concluídas a partir do exame de seu crânio. Depois de um longo exame, foi concluído que tratava-se de um "crânio normal".

## A Revolta da Chibata
Em novembro de 1910 as tripulações do Encouraçado São Paulo, do Encouraçado Deodoro, do Encouraçado Minas Gerais e do Cruzador Bahia, lideradas pelo marinheiro João Cândido, se revoltaram no Rio de Janeiro contra os maus tratos, a má alimentação e o excesso de trabalho. Com os canhões das belonaves apontados para a capital do país, exigiram o fim dos castigos físicos a bordo. O governo da República prometeu-o, e os marinheiros devolveram os navios à Marinha do Brasil. Foram, entretanto traídos e o seu líder preso.

## A Guerra do Contestado
Em 1912, a fronteira entre Santa Catarina e Paraná foi motivo de uma disputa pela posse de terras que recebeu o nome de Guerra do Contestado. Sertanejos, imigrantes e nordestinos faziam parte do grande número de pessoas, sem terras e na miséria, que participaram deste conflito de cunho milenarista e messiânico.
As terras do Contestado foram cedidas, pelo governo, a companhias norte-americanas que contribuiriam para a construção de uma estrada de ferro que fariam para a extração da madeira. Desde fins do século XIX vários pregadores (líderes religiosos) que ocupavam a região acabaram atraindo, com seu discurso, os posseiros que haviam sido expulsos da região. Os pregadores, chamados de "monges", que tinham como líder José Maria que anunciava que a República terminaria e o povo teria dias melhores. Essas ideias trouxeram vários confrontos entre fazendeiros, tropas do governo do Paraná e os seguidores dos "monges". Os combates duraram longos cinco anos terminados somente em 1916, quando Venceslau Brás dividiu as terras do Contestado entre o Paraná e Santa Catarina.